# Secretaria d'Educació Pública
La Secretaria d'Educació Pública (en castellà: Secretaría de Educación Pública) de Mèxic és una secretaria encarregada de l'educació tant científica com artística i esportiva en tots els nivells, així com dels seus continguts, programes d'estudi i calendaris. A més, s'encarrega de la manutenció de la cultura i els seus centres d'exhibició (museus, biblioteques, escoles d'art); i té en el seu control els registres de dret d'autor i marques registrades.
Les seves operacions tenen seu única en la Ciutat de Mèxic. Inicialment tenia la seu a l'antic convent dominic de la Sagrada Encarnació al centre històric de la ciutat de Mèxic i posteriorment s'ha estès a la Casa del Marquès de Villamayor (també coneguda com la Casa de los Avanzados de Nueva Galicia, construït en 1530), l'antiga casa del senyor Cristóbal de Oñate, un tres vegades Governador i Capità General de Nova Galícia (també construït en 1530) i de la Reial Casa de la Duana Vella (construït el 1730-1731). Alguns dels edificis estaven decorats amb pintures murals de Diego Rivera i altres exponents notables del moviment muralista mexicà del segle XX (David Alfaro Siqueiros, Raúl Anguiano, Manuel Felguérez).

## Història
Va ser creat oficialment i amb registre en el Diario Oficial de la Federación el 3 d'octubre de 1921.
No obstant això, les seves funcions eren executades per la Secretaria d'Instrucció Pública i Belles arts, una dependència creada en 1905 durant la dictadura Porfirista, amb la qual cosa de les sis secretaries existents en l'època de Juárez va augmentar a vuit.
Una vegada que es va consolidar la Revolució Mexicana, Carranza expedeix a l'abril de 1917 la «Primera Llei de Secretàries i Departaments d'Estat», per mitjà de la qual s'introdueix el concepte de Departaments d'Estat amb aquesta llei elimina la Secretària d'Instrucció Pública i Belles arts, donant lloc en matèria d'educació als departaments Universitari i de Belles arts.
Durant el govern d'Álvaro Obregón es va crear la Secretaria d'Educació Pública el 3 d'octubre de 1921 com a part de l'Administració pública central i la consegüent desaparició del Departament Universitari i del Departament de Belles arts. El primer Secretari d'Educació Pública va ser un dels més ferms partidaris de donar a l'educació caràcter federal: José Vasconcelos.

## Funcions
En l'actualitat la Secretaria d'Educació Pública és la secretaria d'Estat a la qual, segons l'estipulat per l'Article 38 de la Llei Orgànica de l'Administració Pública Federal Arxivat 2009-03-01 a Wayback Machine., li correspon el despatx, entre d'altres, de les següents funcions:
- Organitzar, vigilar i desenvolupar a les escoles oficials, incorporades o reconegudes.
- Organitzar i desenvolupar l'educació artística que s'imparteixi a les escoles i instituts oficials, incorporats o reconeguts per a l'ensenyament i difusió de les belles arts i de les arts populars.
- Crear i mantenir les escoles oficials en el Districte Federal, excloses les que depenen d'altres dependències.
- Crear i mantenir, si escau, escoles de totes classes que funcionin en la República, dependents de la Federació, exceptuades les que per llei estiguin adscrites a altres dependències del Govern Federal.
- Vigilar que s'observin i compleixin les disposicions relacionades amb l'educació preescolar, primària, secundària, tècnica i normal establertes en la Constitució i prescriure les normes al fet que ha d'ajustar-se la incorporació de les escoles particulars al sistema educatiu nacional.
- Exercir la supervisió i vigilància que procedeixi als planters que imparteixin educació en la República, conforme al prescrit per l'article tercer constitucional.
- Organitzar, administrar i enriquir sistemàticament les biblioteques generals o especialitzades que sostingui la mateixa secretaria o que formin part de les seves dependències.
- Promoure la creació d'instituts de recerca científica i tècnica i l'establiment de laboratoris, observatoris, planetaris i altres centres que requereixi el desenvolupament de l'educació primària, secundària, normal, tècnica i superior.
- Orientar, en coordinació amb les dependències competents del Govern Federal i amb les entitats públiques i privades, el desenvolupament de la recerca científica i tecnològica.
- Atorgar beques perquè els estudiants de nacionalitat mexicana puguin realitzar recerques o completar cicles d'estudis a l'estranger.
- Revalidar estudis i títols, i concedir autorització per a l'exercici de les capacitats que acreditin.
- Formular el catàleg del patrimoni històric nacional.
- Organitzar, sostenir i administrar museus històrics, arqueològics i artístics, pinacoteques i galeries, a efecte de cuidar la integritat, manteniment i conservació de tresors històrics i artístics del patrimoni cultural del país.
- Conservar, protegir i mantenir els monuments arqueològics, històrics i artístics que conformen el patrimoni cultural de la Nació, atenent les disposicions legals en la matèria.
- Orientar les activitats artístiques, culturals, recreatives i esportives que realitzi el sector públic federal.

## Òrgans Administratius Desconcentrats i Entitats
Per dur a terme aquestes funcions, la Secretaria compta amb les següents unitats: 
- Universidad Pedagógica Nacional
- Instituto Politécnico Nacional
- Centro de Investigación y de Estudios Avanzados del Instituto Politécnico Nacional
- Comisión de Operación y Fomento de Actividades Académicas de Instituto Politécnico Nacional
- Patronato de Obras e Instalaciones del Instituto Politécnico Nacional
- Once TV México (Canal 11, XEIPN-TV)
- Instituto Nacional de Antropología e Historia
- Instituto Nacional de Bellas Artes y Literatura
- Radio Educación
- Comision de Apelación y Arbitraje del Deporte
- Consejo Nacional para la Cultura y las Artes
- Instituto Nacional del Derecho de Autor
- Instituto Nacional de Estudios Históricos de las Revoluciones de México
- Universidad Abierta y a Distancia
- Universidad Autónoma Metropolitana
- Universidad Nacional Autónoma de México
- Centro de Capacitación Cinematográfica de México, A.C.
- Centro de Enseñanza Técnica Industrial
- CENTROS DE FORMACIÓN PARA EL TRABAJO Arxivat 2013-12-02 a Wayback Machine.
- Colegio de Bachilleres
- Colegio Nacional de Educación Profesional Técnica
- Comisión Nacional de Cultura Física y Deporte
- Comisión Nacional de Libros de Texto Gratuitos
- Compañía Operadora del Centro Cultural y Turístico de Tijuana S.A. de C.V.
- Consejo Nacional de Fomento Educativo
- Educal
- El Colegio de México
- Estudios Churubuscos Azteca S.A.
- Fideicomiso de los Sistemas Normalizado de Competencia Laboral y de Certificación de Competencia Laboral
- Cineteca Nacional
- Fondo de Cultura Económica
- Instituto Nacional para la Educación de los Adultos
- Instituto Nacional de Lenguas Indígenas
- Instituto Mexicano de Cinematografía
- Instituto Nacional de la Infraestrutura Física Educativa
- Instituto Mexicano de la Juventud
- Instituto Mexicano de la Radio
- Instituto Nacional para la Evaluación de la Educación
- Universidad Autónoma Agragria Antonio Narro
- Televisión Metropolitana
- Edusat (Televisión Educativa)

## Llista de Secretaris d'Educació Pública de Mèxic

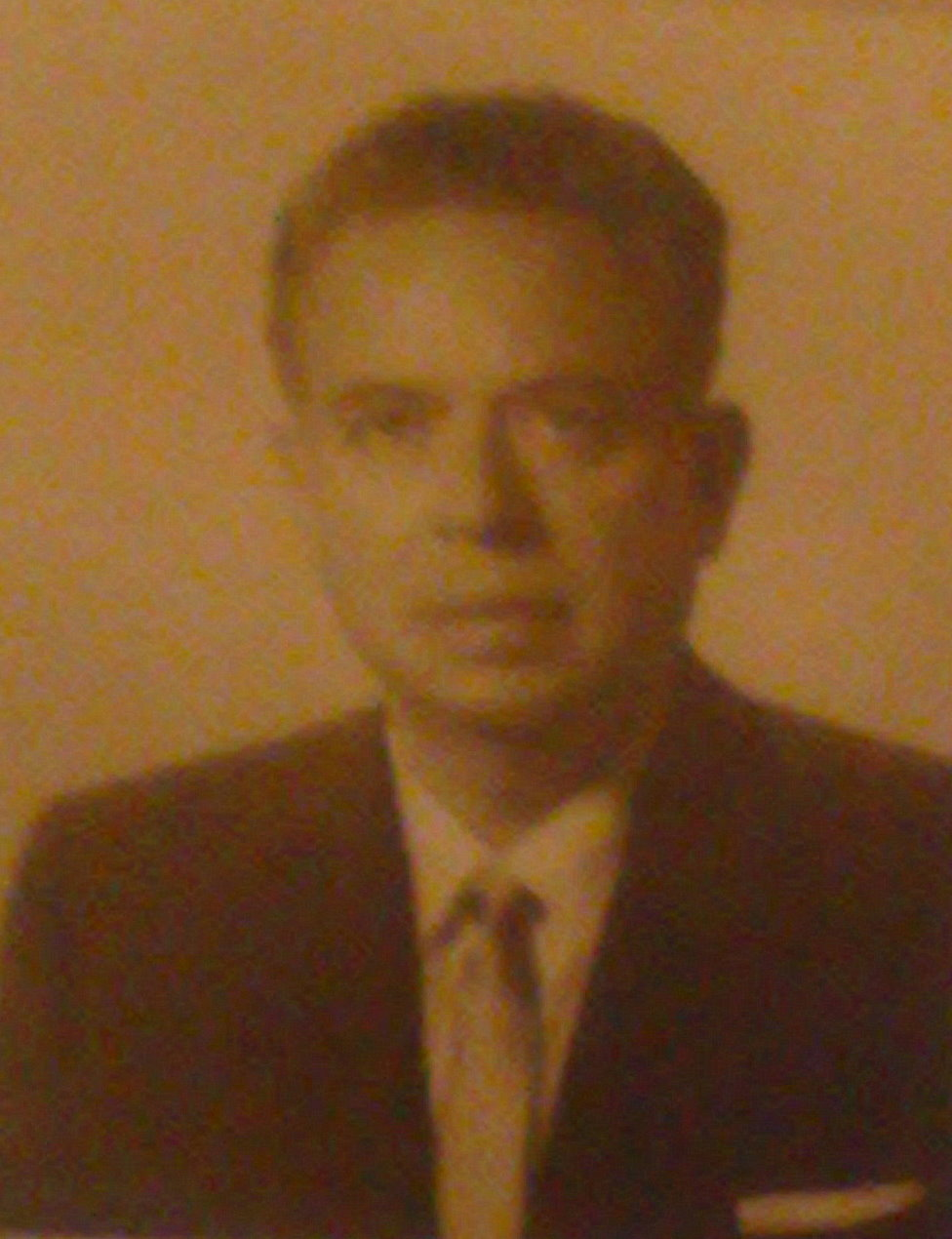
Victor Bravo Ahuja, 1970-1976.

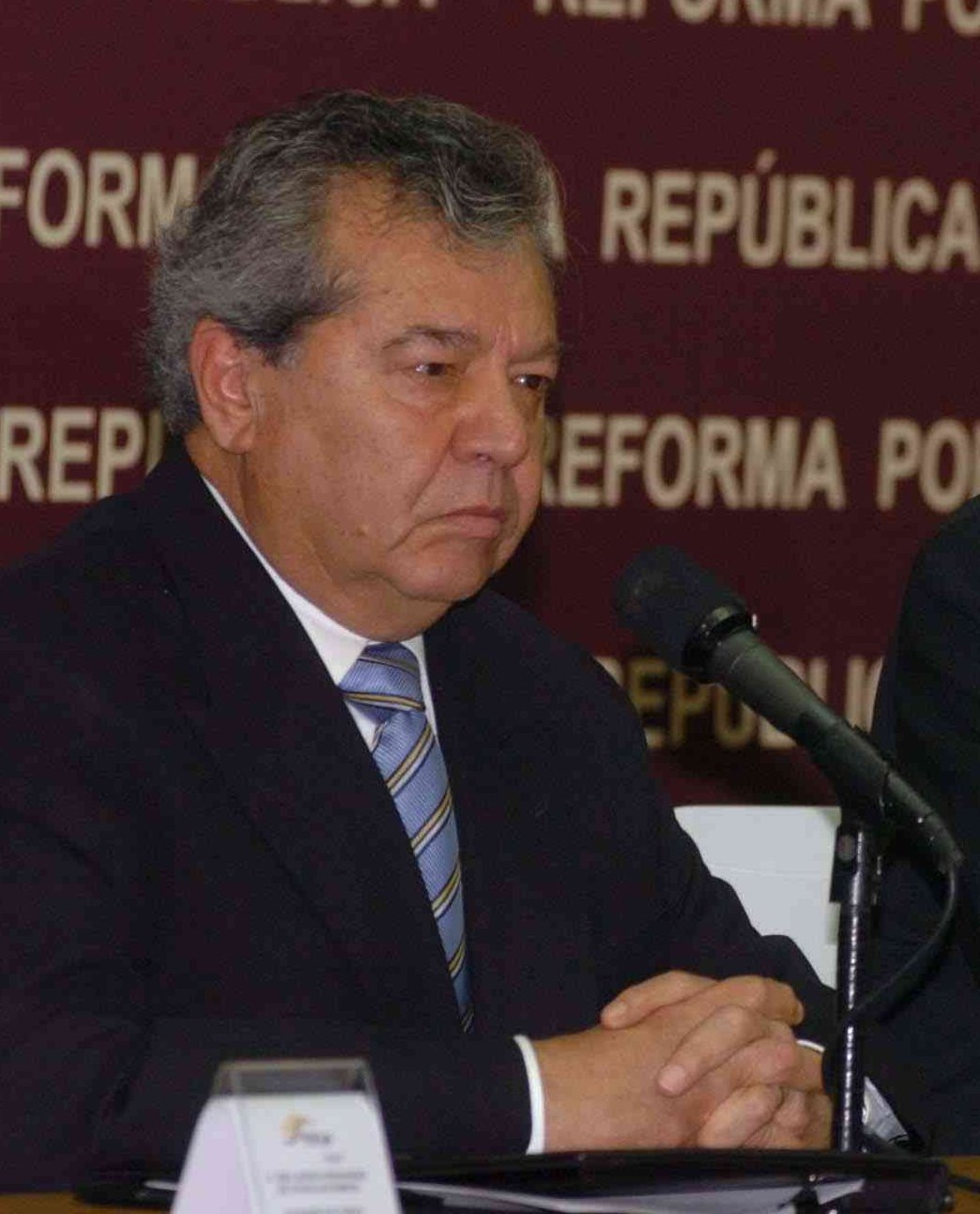
Porfirio Muñoz Ledo, 1976-1977.

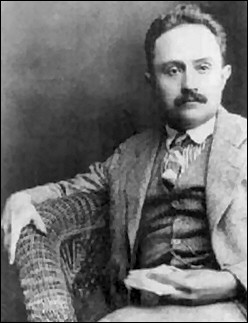
José Vasconcelos Calderón, 1921-1924.

### Secretaris d'Instrucció Pública
- Govern de Porfirio Díaz (1877 - 1911)
  - (1905 - 1911): Justo Sierra Méndez
  - (1911): Jorge Vera Estañol
- Govern de Francisco León de la Barra (1911)
  - (1911): Francisco Vázquez Gómez
- Govern de Francisco I. Madero (1911 - 1913)
  - (1911 - 1912): Miguel Díaz Lombardo
  - (1912 - 1913): José María Pino Suárez
- Govern de Victoriano Huerta (1913 - 1914)
  - (1913): Jorge Vera Estañol
  - (1913): Manuel Garza Aldape
  - (1913): José M. Lozano
  - (1913): Eduardo Tamariz y Sánchez
  - (1913 - 1914): Nemesio García Naranjo
- Govern de Francisco Carvajal (1914)
  - (1914): Rubén Valenti
- Govern de Eulalio Gutiérrez (1914)
  - (1914): José Vasconcelos

### Secretaris d'Educació Pública
- Govern de Álvaro Obregón (1920 - 1924)
  - (1921 - 1924): José Vasconcelos
  - (1924): Bernardo J. Gastélum
- Govern de Plutarco Elías Calles (1924 - 1928)
  - (1924 - 1928): José Manuel Puig Casauranc
  - (1928): Moisés Sáenz
- Govern d'Emilio Portes Gil (1928 - 1930)
  - (1928 - 1929): Ezequiel Padilla
  - (1929): Plutarco Elías Calles
  - (1929 - 1930): Joaquín Amaro Domínguez
- Govern de Pascual Ortiz Rubio (1930 - 1932)
  - (1930): Aarón Sáenz
  - (1930): Carlos Trejo Lerdo de Tejada
  - (1930 - 1931): José Manuel Puig Casauranc
  - (1931 - 1932): Narciso Bassols
- Govern d'Abelardo L. Rodríguez (1932 - 1934)
  - (1932 - 1934): Narciso Bassols
  - (1934): Eduardo Vasconcelos
- Govern de Lázaro Cárdenas del Río (1934 - 1940)
  - (1934 - 1935): Ignacio García Téllez
  - (1935 - 1939): Gonzalo Vázquez Vela
  - (1939 - 1940): Ignacio M. Beteta
- Govern de Manuel Ávila Camacho (1940 - 1946)
  - (1940 - 1941): Luis Sánchez Pontón
  - (1941 - 1943): Octavio Véjar Vázquez
  - (1943 - 1946): Jaime Torres Bodet
- Govern de Miguel Alemán Valdés (1946 - 1952)
  - (1946 - 1952): Manuel Gual Vidal
- Govern d'Adolfo Ruiz Cortines (1952 - 1958)
  - (1952 - 1958): José Ángel Ceniceros Andonegui
- Govern d'Adolfo López Mateos (1958 - 1964)
  - (1958 - 1964): Jaime Torres Bodet
- Govern de Gustavo Díaz Ordaz
  - (1964 - 1970): Agustín Yáñez Delgadillo
- Govern de Luis Echeverría Álvarez (1970 - 1976)
  - (1970 - 1976): Víctor Bravo Ahuja
- Govern de José López Portillo (1976 - 1982)
  - (1976 - 1977): Porfirio Muñoz Ledo
  - (1977 - 1982): Fernando Solana Morales
- Govern de Miguel de la Madrid Hurtado (1982 - 1988)
  - (1982 - 1985): Jesús Reyes Heroles
  - (1985 - 1988): Miguel González Avelar
- Govern de Carlos Salinas de Gortari (1988 - 1994)
  - (1988 - 1992): Manuel Bartlett Díaz
  - (1992 - 1993): Ernesto Zedillo Ponce de León
  - (1993 - 1994): Fernando Solana Morales
  - (1994): José Ángel Pescador Osuna
- Govern de Ernesto Zedillo Ponce de León (1994 - 2000)
  - (1994 - 1995): Fausto Alzati Macías
  - (1995 - 2000): Miguel Limón Rojas
- Govern de Vicente Fox Quesada (2000 - 2006)
  - (2000 - 2006): Reyes Tamez Guerra
- Govern de Felipe Calderón Hinojosa (2006 - 2012)
  - (2006 - 2009): Josefina Vázquez Mota
  - (2009 - 2012): Alonso Lujambio Irazábal
  - (2012): José Ángel Córdova Villalobos[2]
- Govern d'Enrique Peña Nieto (2012 - 2018)
  - (2012 - 2015): Emilio Chuayffet Chemor
  - (2015 - 2018): Aurelio Nuño Mayer
- Govern d'Andrés Manuel López Obrador (2018 -)
  - (2018 - 2021): Esteban Moctezuma Barragán
  - (2021 - actualitat) - Delfina Gómez Álvarez[3]

## Escoles
La Secretaria d'Educació Pública és l'encarregada de l'educació bàsica per a tota la República. A més de l'educació bàsica (preescolar, primària i secundària) i l'educació mitjana superior (batxillerat), diverses institucions educatives privades (fins i tot d'instrucció professional mitjana, és a dir, d'ensenyament tècnic industrial) s'han incorporat a la SEP.
Un altre aspecte rellevant en la SEP és l'Educació Superior, aquesta d'una banda està principalment representada per l'IPN (Institut Politècnic Nacional) una institució d'educació Mitjana Superior Tècnica, Superior, Postgrau i Recerca de gran qualitat i prestigi en tot el país en Ciències i Enginyeria. Altres institucions dependents són l'Institut Nacional de Belles arts (Institut Nacional de Belles arts), INAH (Institut Nacional d'Antropologia i Història), CONACULTA (Consell Nacional de la Cultura i l'Arts) i la DGEST (Direcció general d'Educació Superior Tecnològica) encarregada de la gestió dels Instituts Tecnològics al llarg de la república.
En la SEP els nivells educatius s'administren mitjançant sotssecretaries que, d'acord amb el que s'ha esmentat, s'encarreguen dels tràmits pertinents, tant per a l'obtenció de certificats, títols, entre altres documents. Aquestes sotssecretaries són la SEB (Sotssecretaria d'Educació Bàsica), SEMS Arxivat 2013-12-02 a Wayback Machine. (Sotssecretaria d'Educació Mitjana Superior), SES (Educació Superior), SPEPE (Sotssecretaria de Planejament i Avaluació de Polítiques Educatives), encarregades de l'Administració i validació dels diferents nivells educatius a Mèxic. A més, cada estat de la república té la seva pròpia Secretaria d'Educació per al control i manteniment d'escoles, biblioteques, museus, centres de cultura i continguts educatius.